# Союз-23
«Союз-23» — советский пилотируемый космический корабль серии «Союз».

## Экипаж
Основной экипаж
- Командир корабля — Зудов, Вячеслав Дмитриевич (1-й космический полёт)
- Бортинженер — Рождественский Валерий Ильич (1-й космический полёт)

Дублирующий экипаж
- Командир корабля — Горбатко, Виктор Васильевич
- Бортинженер — Глазков, Юрий Николаевич

Резервный экипаж
- Командир корабля — Березовой, Анатолий Николаевич
- Бортинженер — Лисун, Михаил Иванович

## Сведения о корабле и полёте
- Дата и время старта — 14.10.1976, 17:39:18 (всемирное время)
- Место старта — космодром Байконур, площадка № 1
- Масса аппарата — 6760 кг
- Наклонение орбиты — 51,63°
- Период обращения — 88,65 мин
- Перигей — 194,2 км
- Апогей — 249,9 км
- Дата и время посадки — 16.10.1976, 17:45:53 (всемирное время)
- Место посадки — озеро Тенгиз, в 140 км юго-восточнее Аркалыка
- Продолжительность полета — 2 сут 00 ч 06 мин 35 с
- Пройденное расстояние — 1,333 млн км
- Количество витков вокруг Земли — 32

## Описание полёта
Планировавшаяся вторая экспедиция на орбитальную станцию «Салют-5».
При сближении с орбитальной станцией (16.10.1976) отказала система автоматической стыковки «Игла». Выполнение ручного причаливания было возможно с 1200 метров по сигнальным огням. Корабль находился на расстоянии более двух километров. Выполнить стыковку не удалось. Когда стало понятно, что топливо (рабочее тело двигателей) израсходовано на манёвры, было принято решение возвращать корабль на Землю.
Производить посадку необходимо было в короткий срок — прошло уже двое суток полёта, а регенерационные патроны системы жизнеобеспечения космического корабля имели ресурс трое суток. Посадку провели по резервному варианту, в ночное время на третьи сутки.
Корабль произвёл посадку с перелётом от расчётной точки на 121 километр в озеро Тенгиз 16 октября 1976 года. Это было первое (и единственное по состоянию на 2021 год) приводнение советского (российского) пилотируемого космического корабля. Посадка произошла глубокой ночью в снежном буране на озеро Тенгиз в 2 км от берега при температуре −20 °C. Выходной люк оказался в воде, космонавты находились в спускаемом аппарате около 12 часов. Успешно эвакуировать аппарат вместе с экипажем удалось лишь вертолётами.
Необходимо было спуститься к аппарату, чтобы оценить возможность эвакуации. Но на борту вертолёта не оказалось плавательных средств. Надувные лодки забыли в Аркалыке. Вертолёт попытался зависнуть в темноте над вспышками сигнальных огней спускаемого аппарата (СА). В условиях снежной метели это ему не удалось. Инструктор Иосиф Викторович Давыдов, одетый в гидрокостюм, находился на обрезе двери вертолёта в подъёмном устройстве-кресле, прикреплённом к лебёдке, готовый спуститься к СА, но выполнить зависание и спуск к СА не удалось. Заканчивалось топливо, вертолёт был вынужден приземлиться на берегу. Выработав горючее, другие вертолёты также садились неподалёку. На одном из этих вертолётов оказались лодки и гидрокостюмы. Спасатели с тремя лодками спустились к озеру. На одной из них был командир вертолёта Николай Чернавский, которому вскоре ночью удалось добраться до спускаемого аппарата. Остальные две лодки застряли в ледяных заторах.
Попавшая в отверстия барометрического блока СА вода привела в действие запасную парашютную систему. Вывалившийся запасной парашют резко увеличил крен СА, что в свою очередь привело к тому, что отверстия дыхательной вентиляции оказались под водой. Прекратилась подача забортного воздуха. Через два часа после отстрела запасного парашюта у экипажа появились первые признаки кислородного голодания, которые переходили в удушье от накапливающегося углекислого газа. Командир корабля Вячеслав Зудов сообщил, что экипаж переоделся в гидрокостюмы и готов покинуть СА. Но это было невозможно, так как при открытии люка, находящегося на две трети в воде, в аппарат хлынул бы поток воды, который космонавты не смогли бы преодолеть.
Утром снежные заряды прекратились, температура снизилась до −22 °C. Рождественский доложил, что от удушья потерял сознание Зудов. В это время прибыл вертолёт из Караганды. Пилотировал его один из опытнейших вертолётчиков-спасателей подполковник Николай Кондратьев — начальник Карагандинского спасательного комплекса. С его вертолёта был произведён осмотр СА сверху. Его положение на воде исключало эвакуацию космонавтов на борт вертолёта. С борта вертолёта опустили толстый капроновый фал, спасатель-водолаз закрепил его за трос стренги парашютной системы. Выход был только один: срочно буксировать спускаемый аппарат вместе с экипажем на берег. Но такая буксировка была запрещена инструкциями по эвакуации экипажей космических кораблей вертолётами. Незадолго до этого в Феодосии проводились испытания по буксировке спускаемого аппарата с экипажем на борту вертолётами и катерами, но рекомендации по результатам испытаний ещё не были внесены в действующие инструкции спасателей. Времени на согласования с руководством полёта не было. Давыдов предложил Кондратьеву начать буксировку. Кондратьев перевёл вертолёт из режима висения в режим медленного движения вперёд со скоростью 7 км/ч. Буксировка едва не закончилась катастрофой из-за того, что вывалившийся запасной парашют внезапно наполнило ветром. Только мастерство пилота спасло экипаж и космонавтов от гибели. На берегу озера группа спасателей помогла космонавтам выбраться из спускаемого аппарата. Позже они были эвакуированы с места посадки.
Николай Чернявский, добравшийся на надувной лодке до СА и находившийся там несколько часов, чуть было не попал под суд за оставление вертолёта, только вмешательство космонавтов, высоко оценивших его моральную поддержку, спасло его. Кроме того, вследствие обморожения он потерял два пальца. По результатам расследования данного происшествия в Центре подготовки космонавтов им. Ю. А. Гагарина была создана новая служба — самостоятельное отделение испытаний средств аварийного спасения (САС), приземления, поиска, эвакуации и подготовки космонавтов к действиям после вынужденной посадки в экстремальных условиях различных климатогеографических зон.
Следующее в мировой космонавтике приводнение спускаемого аппарата состоялось более чем через 40 лет, когда 2 августа 2020 года штатно приводнился SpaceX DM-2.